# Heath End (Surrey)
Heath End est un village du Surrey, en Angleterre.